# Christian Messi Alaga
Christian Messi Alaga, né en 1967, est un athlète camerounais spécialiste des épreuves de lancer du disque,,,. Il  remporte la médaille d'argent lors des 10èmes Championnats d'Afrique d'athlétisme se déroulant du 13 au 16 juin 1996 au Stade Ahmadou-Ahidjo à Yaoundé au Cameroun.

## Palmarès
| Date | Compétition                           | Lieu     | Résultat | Épreuve          | Points |
| ---- | ------------------------------------- | -------- | -------- | ---------------- | ------ |
| 1995 | Championnats d'Afrique centrale       | Cameroun | 3e       | lancer du disque | 38.59  |
| 1996 | Championnats du Cameroun d'athlétisme | Cameroun | 1er      | lancer du disque | 43.86  |
| 1996 | Championnats d'Afrique                | Cameroun | 2e       | lancer du disque | 48.58  |
| 1998 | Championnats du Cameroun d'athlétisme | Cameroun | 1er      | lancer du disque | 43.80  |
| 2000 | Championnats du Cameroun d'athlétisme | Cameroun | 1er      | lancer du disque | 43.86  |